# خدایا آن‌جایی؟ منم مارگرت
خدایا آن‌جایی؟ منم مارگرت (به انگلیسیAre You There God? It's Me, Margaret ) نام کتابی است در سال ۱۹۷۰ توسط نویسنده امریکایی جودی بلوم نوشته شد. این کتاب برای نوجوانان نوشته شده است و درباره یک دختر دوازده ساله به نام مارگرت است که پدرش یهودی و مادرش مسیحی است و آنها تصمیم گرفته‌اند دخترشان به هیچ دینی وابسته نباشد. در این کتاب این دختر نوجوان در جستجوی دین است و همزمان با مشکلات ورود به دوران نوجوانی از جمله بلوغ جنسی برخورد می‌کند.
جودی بلوم می‌گوید که شخصیت اصلی داستان از زندگی خودش الهام گرفته شده است. بلوم مانند شخصیت داستان، بلوغ را دیرتر از همکلاسی‌هایش تجربه کرده است و همواره سعی می‌کرده با انجام ورزش‌هایی این فرایند را سرعت ببخشد. مانند مارگرت رابطه خاصی با خدا داشته است. تفاوت شخصیت داستان با زندگی بلوم در خانواده‌شان است. 

## خلاصه داستان
مارگرت که دوازده سال دارد با پدر و مادرش از نیویورک به نیوجرسی نقل مکان می‌کند. او برای یافتن دوست های جدید و تطبیق خود با محیط تازه بسیار نگران است. مارگارت در نیوجرسی با دختری به نام نانسی دوست می شود. نانسی و مارگرت با چند همکلاسی خود یک گروه کوچک تشکیل می‌دهند. که این گروه ماجراهای عجیب و غریبی را دنبال می‌کنند. مارگرت نگرانی‌های دختران نوجوان در سن بلوغ را به روشنی شرح می‌دهد و راه‌های برخورد با این مشکل را مطابق درک سن خود پیدا می‌کند. یکی از مشکلات مارگرت اینست که برخلاف دوستانش به هیچ دین خاصی وابسته نیست. و در زمینه مذهب خودش را «هیچکس» معرفی می کند، در پی یافتن «خودش» و «خدا» است او بیشتر مواقع با خدا صحبت می‌کند و از او راه حل مشکلاتش را می‌پرسد.

## سانسور
در سال ۱۹۸۰ این کتاب با چالش‌های بسیاری روبه‌رو شد زیرا در آن در باره مسائلی که در آن زمان تابو بود از جمله مسائل دوران بلوغ و همچنین نداشتن دین صحبت شده است. در انجمن کتابخانه امریکا بین ۱۰۰ کتاب به چالش کشیده شده در سال ۱۹۹۰ در رده پنجاهمین کتاب قرار گرفت. و در سال ۲۰۰۰ در رده ۹۹ قرار گرفت.

## اقتباس
در سال ۲۰۲۳ فیلمی با همین نام به کارگردانی کلی فرمون کریگ و نقش‌آفرینی ابی رایدر فورتسون و ریچل مک‌آدامز ساخته و منتشر شد. پیش از این نیز یک فیلم تلویزیونی (۱۹۷۸) براساس رمان «تا ابد» و فیلم سینمایی چشمان ببر (۲۰۱۳) بر اساس رمانی به همین نام، با اقتباس از رمان‌های جودی بلوم ساخته شده بودند.